# حبیب قادری
حبیب قادری (زاده ۱۹۷۱ در کابل) خواننده و بازیگر اهل افغانستان است. او یکی از خواننده‌های نسل جدید افغان است که نه تنها در داخل کشور بلکه در خارج از کشور نیز شهرت را کسب نمود. او فعلاً در لس آنجلس، کالیفرنیا جایی که به کارهای موسیقی خود ادامه داد زندگی می‌کند.

## زندگی‌نامه
حبیب قادری یکی از خواننده‌های افغان، فرزند سلطان عزیز قادری متولد افغانستان می‌باشد. پدر او یکی از افراد بالارتبه در جمهوری دموکراتیک افغانستان بود. حبیب قادری در خانواده ای بزرگ شد، که دارای چهار برادر (قادر، فیض، حمید و حبیب) و دو خواهر بود برادر او فیض قادری نیز یک خواننده است. بعد از جنگ شوروی در افغانستان، حبیب به همراه خانواده به کشور هند در سال ۱۹۸۳ پرواز کردند. دوستان حبیب قادری، او را "قاله گوجه" صدا میکنند. در آن وقت، او صنف (کلاس) ششم در مکتب (مدرسه) شیرینو در منطقه کارته پروان در شهر کابل مشغول به تحصیل بود. مطابق به گزاراشات، او در هند بود که به موسیقی علاقه‌مند شد.
در دسامبر ۱۹۸۵، حبیب و خانواده اش به ایالات متحده مهاجرت کردند. در سال ۱۹۸۹ او از مدرسه کاستا مسا فارغ التحصیل شد. بعد از تحصیلات متوسطه، هدف او تحصیلات در سیستم اطلاعاتی مدیریتی بود. اضافه بر آن، او کلاسهای موسیقی را نیز شرکت کرد. اگرچه علاقه بیشتر او همیشه در کارهایش به موسیقی بود.

## فعالیت‌هنری
بعد از اجرا در مناسبتهای خصوصی مختلف، او آلبوم خود را با نام چادر گلنار در سال ۱۹۹۴ منتشر ساخت. اگرچه اینکار او زیاد موفق نبود. در این زمان او اجراهای خود را برای کسب تجربه بیشتر در مجالس خصوصی و عروسی‌ها گسترش داد. در آلبوم عروس گلها (۱۹۹۸)، که یکی از کارهای خوب او محسوب می‌شود، او شهرت را به دست آورد. در این آلبوم، حبیب خواننده ایرانی لیلا فروهر را دعوت به خواندن آهنگ متن این آلبوم به صورت یکجا کرده بود.
با اجرای آلبوم رویاهای طلایی محصول ۲۰۰۱ (یه انگلیسی: Golden Dream 2001)، او یک شبه به یک ستاره تبدیل شد. آهنگ‌های او از رادیو و تلویزیونهای مختلف افغانستان پخش می‌شدند.
سرانجام با آلبوم سال ۲۰۰۳ خود به نام مهمان یار، خود را به تمام مردم معرفی کرد و محبوبیت او به اوج خود رسید. وقتی حبیب به این آلبوم فراموش نشدنی دست یافت، تصمیم گرفت تا با کمپانی لیبل تری ویژن (به انگلیسی: TriVision Studio) قراردادی امضاء کند که مبنی بر آن، او پروژه دی وی دی خود را با نام سفر، سفر (به انگلیسی: Journey, Journey) را که سه سال طول کشید تا تکمیل شود را به اجرا گذاشت. این دی وی دی شامل ۹۰ دقیقه مستندها و مصاحبه‌ها با حبیب و دست اندرکاران این پروژه به همراه ۸ موزیک ویدیو از البوم مهمان یار بود که همه آنها به همراه پشت صحنه‌ها و عکسهای پست صحنه بودند. حدود ۱ میلیون نسخه از سی دی و دی وی دی‌های مهمان یار در افغانستان به فروش رفت. آلبوم بعدی او به نام برای مردمم (به انگلیسی: For My People) محصول سال ۲۰۰۶ نیز یک موفقیت برای او بود.
حبیب قادری موزیک ویدیوی کجک ابرو را در اوایل سال ۲۰۰۸ که توسط Xtudio Productions و Ramish Film درست شده بود را عرضه کرد. در مارچ سال ۲۰۰۸، او جایزه بانفوذترین خواننده افغانستان را از آن خود کرد.
آخرین موزیک ویدیوی حبیب، به نام سکینه‌است که در اکتبر سال ۲۰۰۸ توسط تری ویژن استدیو عرضه شد.

## آهنگ‌شناسی

### آلبوم‌ها
- ۱۹۹۴: چادر گلدار (Chadar-e-Gulnaar)
- ۱۹۹۸: ساحل (Sahil)
- ۱۹۹۷: عروس گلها (Aros-e-Gulha)
- ۱۹۹۹: رویاهای طلایی (Golden Dream)
- ۲۰۰۲: مهمان یار (Mehmaan-e-Yaar)
- ۲۰۰۶: برای مردمم (For My People)
- ۲۰۰۸: نزدیکتر (Closer)
- ۲۰۱۰: رویای طلایی (Golden Dream)

## تبلیغات
حبیب قادری را اکتبر سال۲۰۰۹،ذر تبلیغات بانک خصوصی کابل بانک شرکت کرد و برای مدت چندین ماه چهره او از تلویزیون های افغانستان پخش می شد. لازم به ذکر است که در تبلیغات بانک کابل بانک هنرمندان سرشناس دیگری هم چون فرهاد دریا نیز شرکت داشتند.